# Hoornsediep

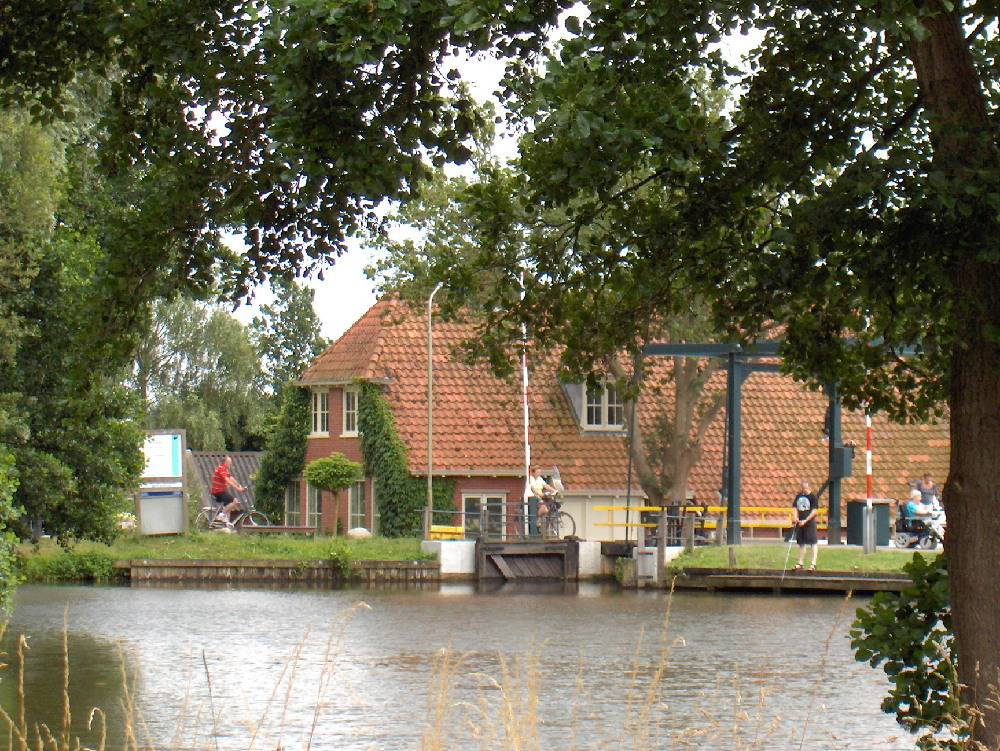
Hoornsediep bij het sluisje

Het Hoornsediep is een gedeelte van de Drentsche Aa dat later is gegraven als onderdeel van het Noord-Willemskanaal. Dit deel van het kanaal wordt door veel stadjers (stad-Groningers) nog steeds zo genoemd.
Het is niet bekend wanneer het diep is gekanaliseerd. Mogelijk gebeurde dit rond 1400, toen vermoedelijk ook het Drentsche Diep en het Schuitendiep gegraven werden. Het diep is net als het klooster Maria Ten Hoorn genoemd naar de Pishorn, een bocht in de Drentsche Aa. De wijk Corpus den Hoorn ontleent weer zijn naam aan het diep.
De naam Hoornsediep komt ook terug in de straten aan west- en oostzijde van het diep in de stad Groningen ten noorden van de zuidelijke ringweg. Deze straten werden kort voor (noordelijke deel) en vlak na de oorlog (zuidelijke deel) aangelegd als onderdeel van de min of meer gespiegelde stadsuitbreidingen Grunobuurt en Rivierenbuurt.

## Loop
Het diep start bij de noordzijde van het Huis te Glimmen, ter hoogte van de kruising van de A28 met de Drentsche Aa en iets ten zuidwesten van Harendermolen tussen het Hemrik en de Glimmermade. De westzijde is in de 20e eeuw hier vergraven tot een meer. Iets noordwestelijker stroomt het diep ten noorden van De Witte Molen samen met het in de 19e eeuw gegraven Noord-Willemskanaal, die hier over de oud loop van het Hoornsediep is gelegd. De aansluiting met dit kanaal is in de 20e eeuw iets verlegd naar het zuiden voor de aanleg van de A28. 
Ten zuiden van de Hoornsedijk was het diep vroeger gegraven naar de Oude Aa, de oorspronkelijke loop van de Drentsche Aa. Bij de aanleg van het Noord-Willemskanaal is de Oude Aa verlegd naar het oosten via de Schipsloot, ten zuiden van de Meerweg en mondt sindsdien iets zuidelijker uit in het Noord-Willemskanaal. 
Het Hoornsediep stroomt sindsdien ten noorden van de Hoornsedijk weer in haar oude loop. Langs het diepje ligt hier de schilderachtige dijk met weg, genaamd de Hoornsedijk, dat zeer geliefd is als onderdeel van een fietstochtje en waarover ook het Pieterpad loopt. Ook de huisjes langs de dijk — de meeste liggen aan de zuidzijde bij de brug van de Meerweg over het Noord-Willemskanaal — hebben als plaatsnaam Hoornsedijk gekregen. Het diepje is hier via een schutsluis, de Nijveensterkolk, verbonden met het Paterswoldsemeer. De sluis voor de pleziervaart is gebouwd in opdracht van W.A. Scholten. 
Ten noordoosten van de Nijveensterkolk stroomt het diep weer samen met het Noord-Willemskanaal om iets noordelijker weer af te takken en nog een stukje van haar oude loop te volgen naar het westen. Ten oosten van de wijk Hoornse Meer is de loop verdwenen door latere kanalisaties. De meanders die hier aan westzijde van het latere kanaal lagen, slibden dicht in de 20e eeuw en zijn vervolgens grotendeels verdwenen onder de wijk Corpus den Hoorn. Een stukje is nog in hergraven vorm terug te zien in de contour van de Henri Dunantlaan, waar het water aan westzijde nog een indruk geeft van de grote meander die hier lag: de Pishorn, die het diepje zijn naam gaf. Ten zuidwesten daarvan, bij de huidige Damsport, lag het klooster Maria ten Hoorn. De rest van het diep is bij de 19e-eeuwse kanalisatie wel iets rechtgetrokken, maar volgt nog grotendeels de oude loop. Voorbij de Eelderbrug stroomt het diep uit in de Zuiderhaven. 

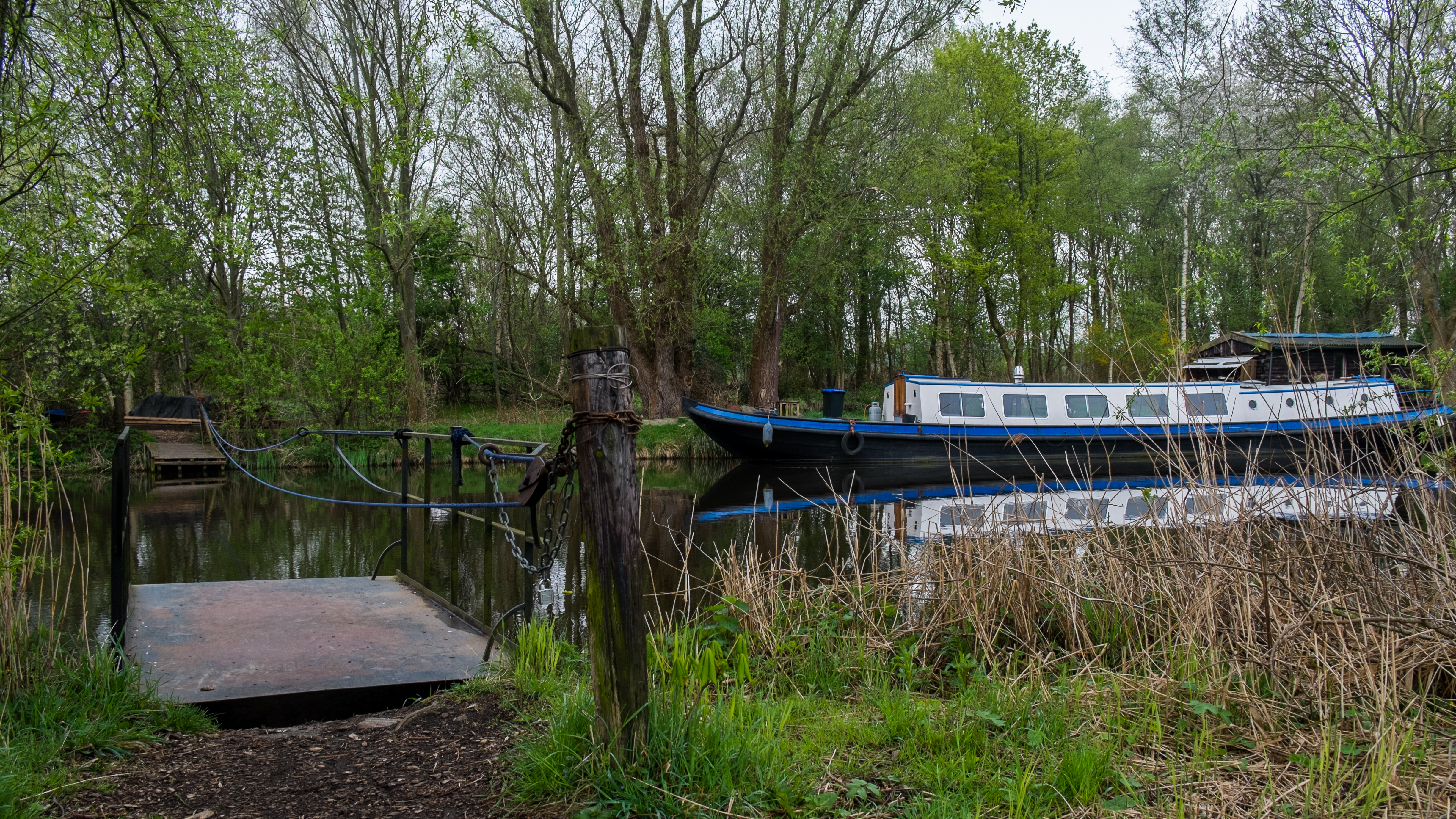
Woonboot aan het Hoornse Diep met overzetje
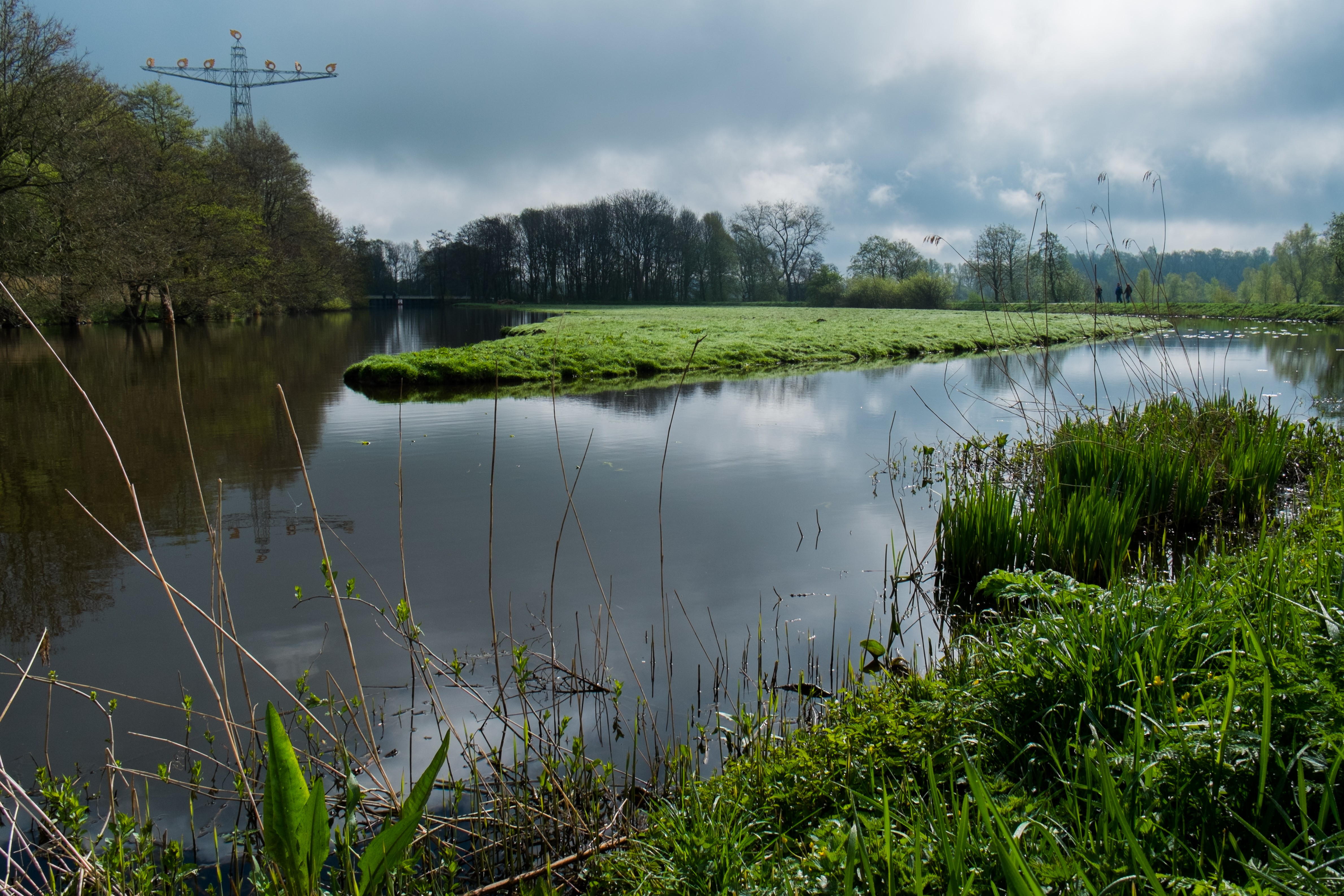
Landtong aan het Hoornse Diep
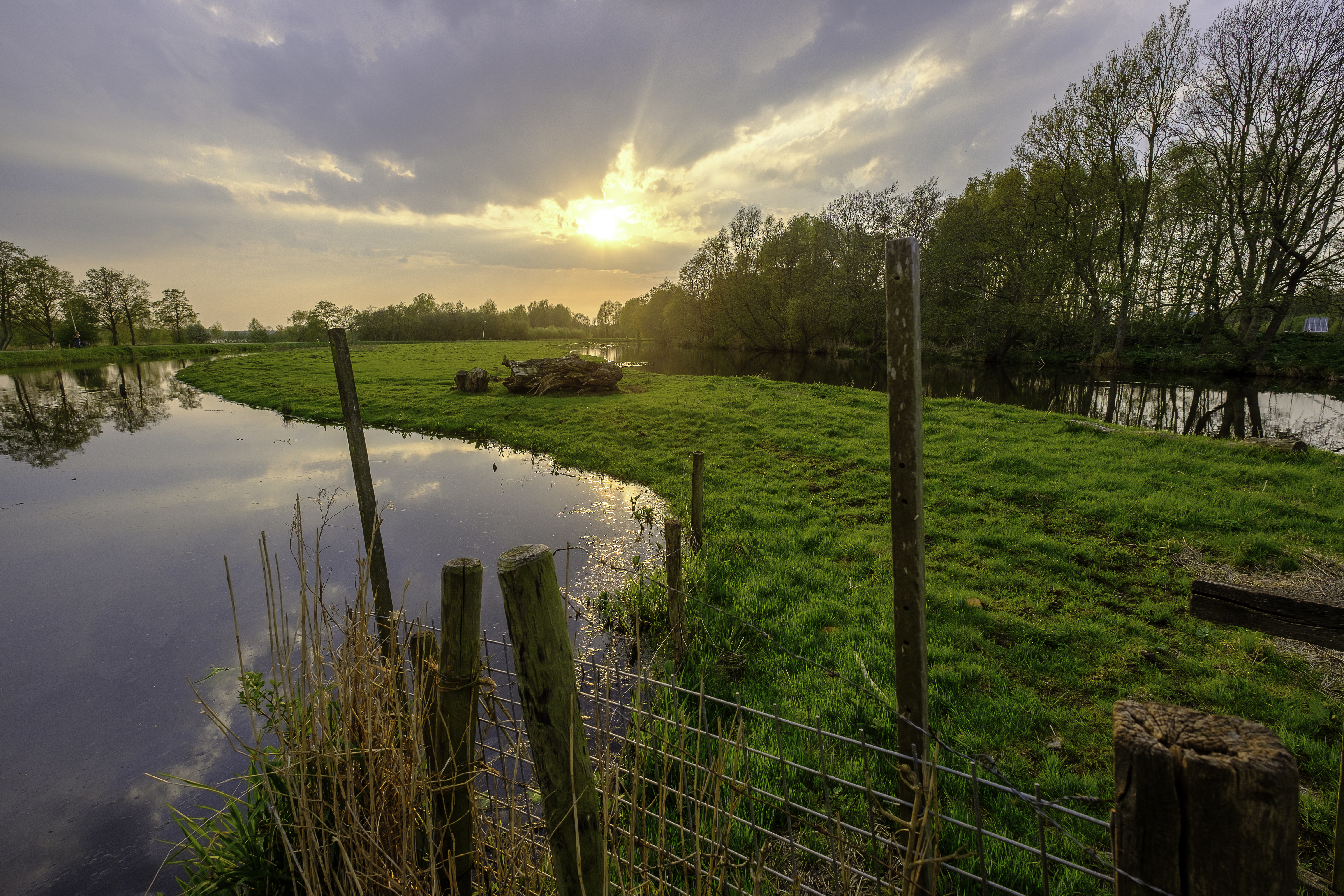
Andere zijde van de landtong
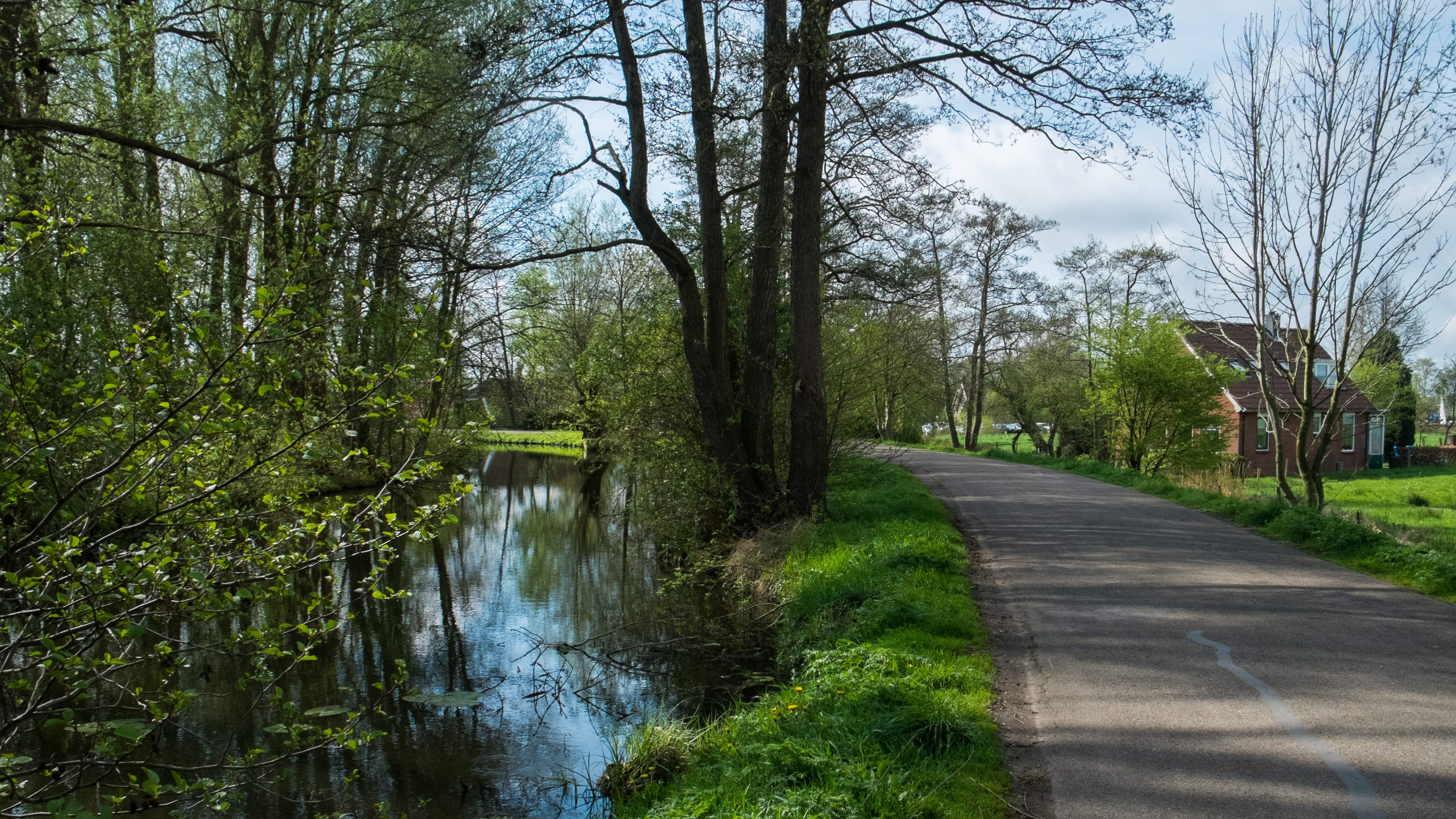
Hoornse Diep gezien vanaf de Hoornsedijk
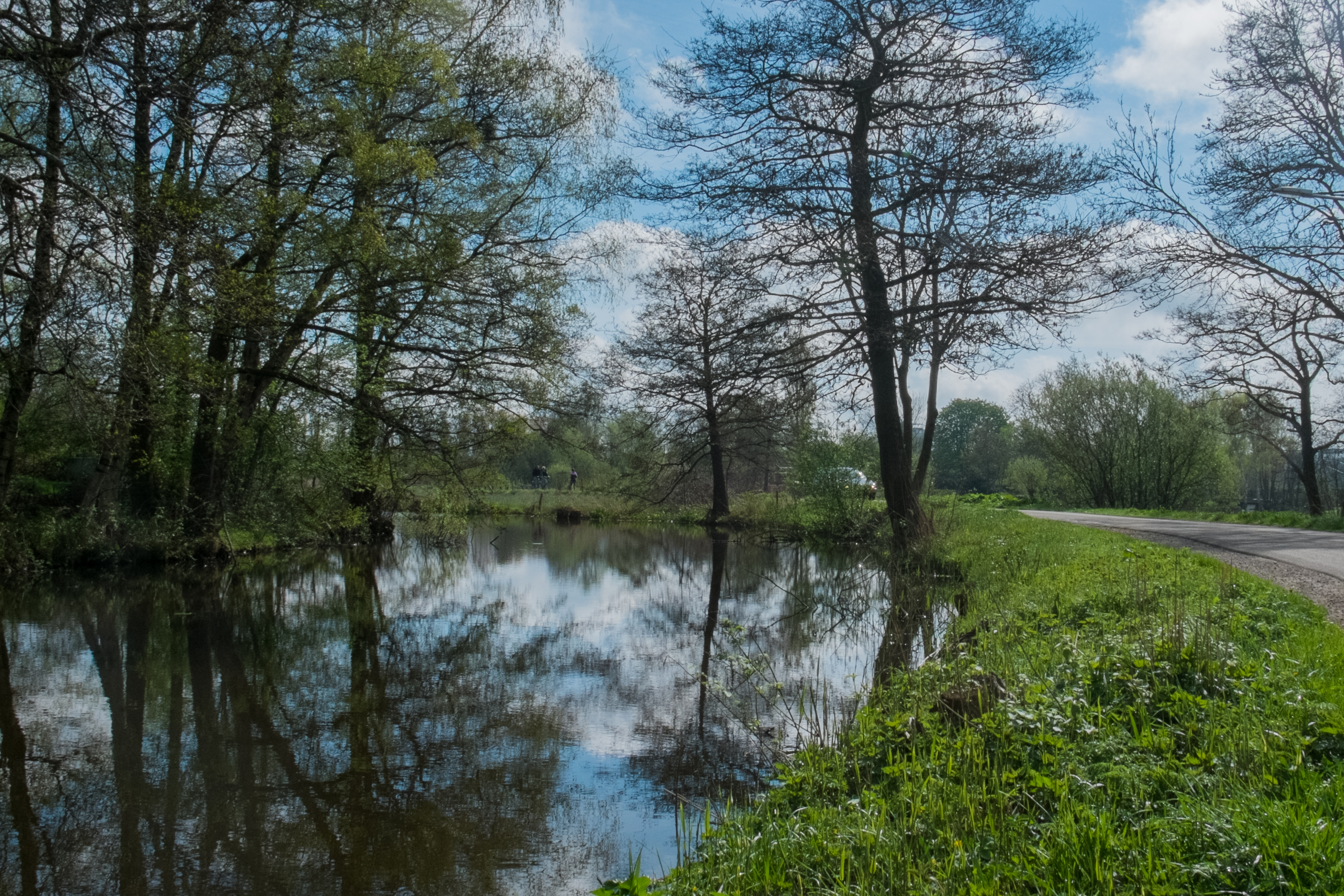
Meander in het Hoornse Diep

Amerdiep ·
Anlooërdiepje ·
Deurzerdiep ·
Gastersche Diep ·
Hoornsediep ·
Looner Diep ·
Scheebroekerloopje ·
Taarlosche Diep ·
Zeegserloopje